# Bactrocera curta
Bactrocera curta
 es una especie de díptero que Drew describió por primera vez en 1972. Bactrocera curta pertenece al género Bactrocera de la familia Tephritidae.